# عندل

تعديل مصدري - تعديل

عندل هي إحدى قرى عزلة حريضة بمديرية حريضة التابعة لمحافظة حضرموت، بلغ تعداد سكانها 574 نسمة حسب تعداد اليمن لعام 2004.
تقع قرية عندل في مخرج وادي عمد، إلى الجنوب الغربي من مدينة سيئون وتبعد عنها نحو (90 كيلو متر). 
أقيمت هذه القرية الجميلة على سفح جبل في ضفة وادي عمد الشمالية، وهى ذات منازل تقليدية مبنية باللبن وفيها عدد من المساجد الموزعة في أزقة وشوارع القرية، ويشير المؤرخون إلى أن أمروء القيس قد قصدها في إحدى قصائده، حيث قال :
كأني لم أله بدمون ليلة    ولم أشهد الغارات يوماً بعندل